# آشوت گریگوریان (معمار)
آشوت هایکازی گریگوریان، هایکازون (ارمنی: Աշոտ Հայկազի Գրիգորյան, Հայկազուն؛ زاده ۱ ژوئن ۱۹۴۸) معمار اهل ارمنستان است.

## زندگی‌نامه
وی در ۱ ژوئن ۱۹۴۸ در آرماویر در به دنیا آمد و از دانشگاه پلی‌تکنیک ارمنستان فارغ‌التحصیل گشت. وی همچنین برنده جوایزی همچون نشان آنانیا شیراکاتسی، چهره فرهنگی شایسته جمهوری ارمنستان و مدال طلای وزارت فرهنگ جمهوری ارمنستان شد.

## نگارخانه

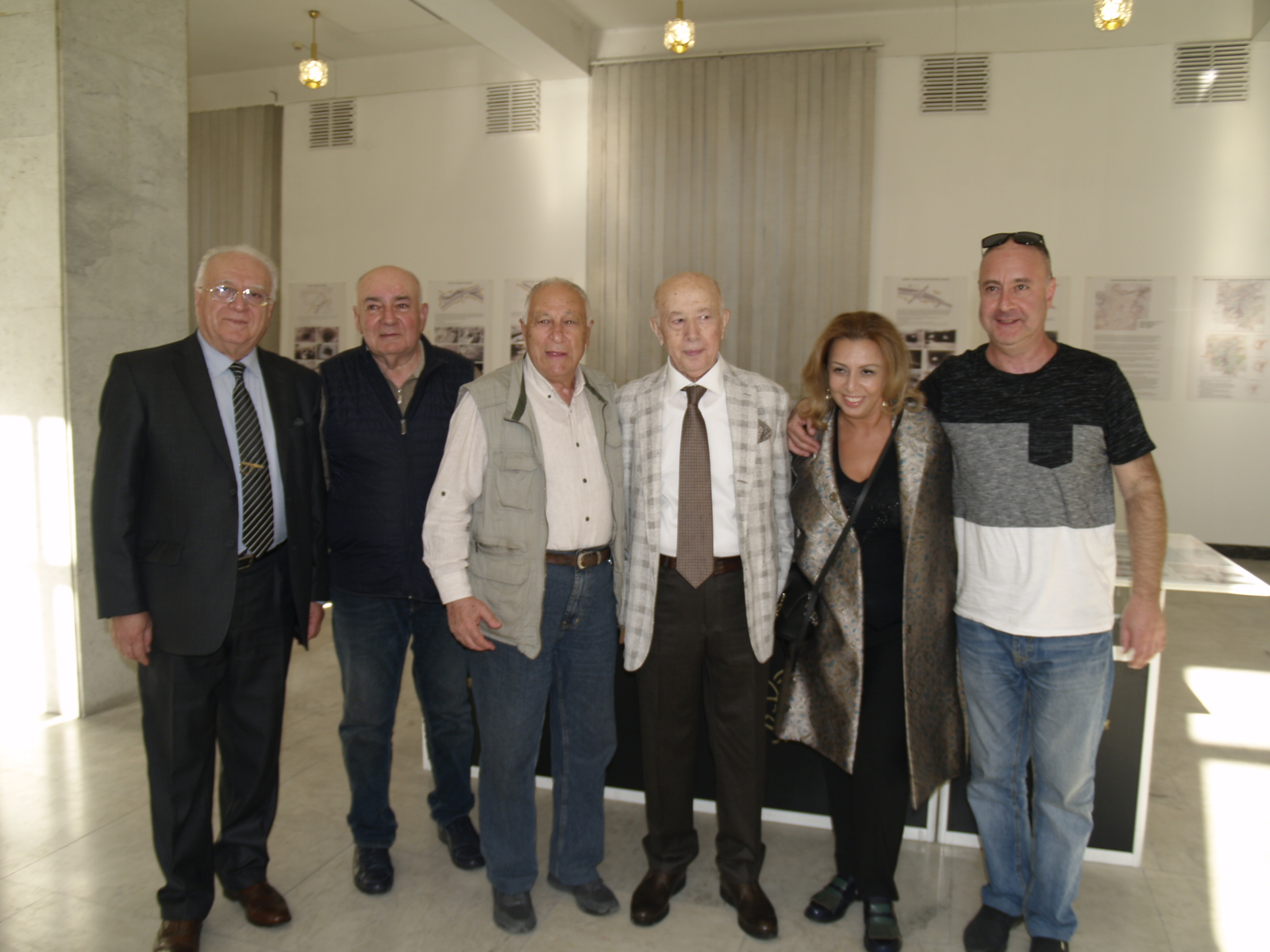